# Da Leftutti
Da Leftutti (Der Leftutti) ist eine historische Gaunerkomödie in drei Akten von Peter Landstorfer.

## Inhalt
In der Komödie geht es um einen alten Familienzwist zweier Brüder über deren Brauereierbe und die dazugehörigen Brauereiquellen. – Eigentlich hätte Lenz nach der offiziellen Erbfolge die lukrativere Brauerei von seinen Eltern bekommen müssen und der jüngere Öttl die Mühle, da aber Lenz schon immer der „Leftutti“ der Familie war, bekam Öttl den Müllerbräu.

## Leftutti
Als Leftutti (gesprochen: Läfdudde) bezeichnete man früher einen Knecht, Diener oder Handlanger. Der Begriff bezeichnet heute auch einen gutmütigen Hanswursten oder Deppen. Leftutti entstand wahrscheinlich zu Anfang des 20. Jahrhunderts, als sich in Bayern Gastarbeiter aus Italien für eine Beschäftigung mit „Lavoro tutti“ („Ich übernehme jede Arbeit“) bewarben.

## Fernsehaufzeichnung
Im April 2015 wurde eine Aufführung des Chiemgauer Volkstheaters unter der Regie von Bernd Helfrich vom Bayerischen Fernsehen aufgezeichnet.